# Josefin

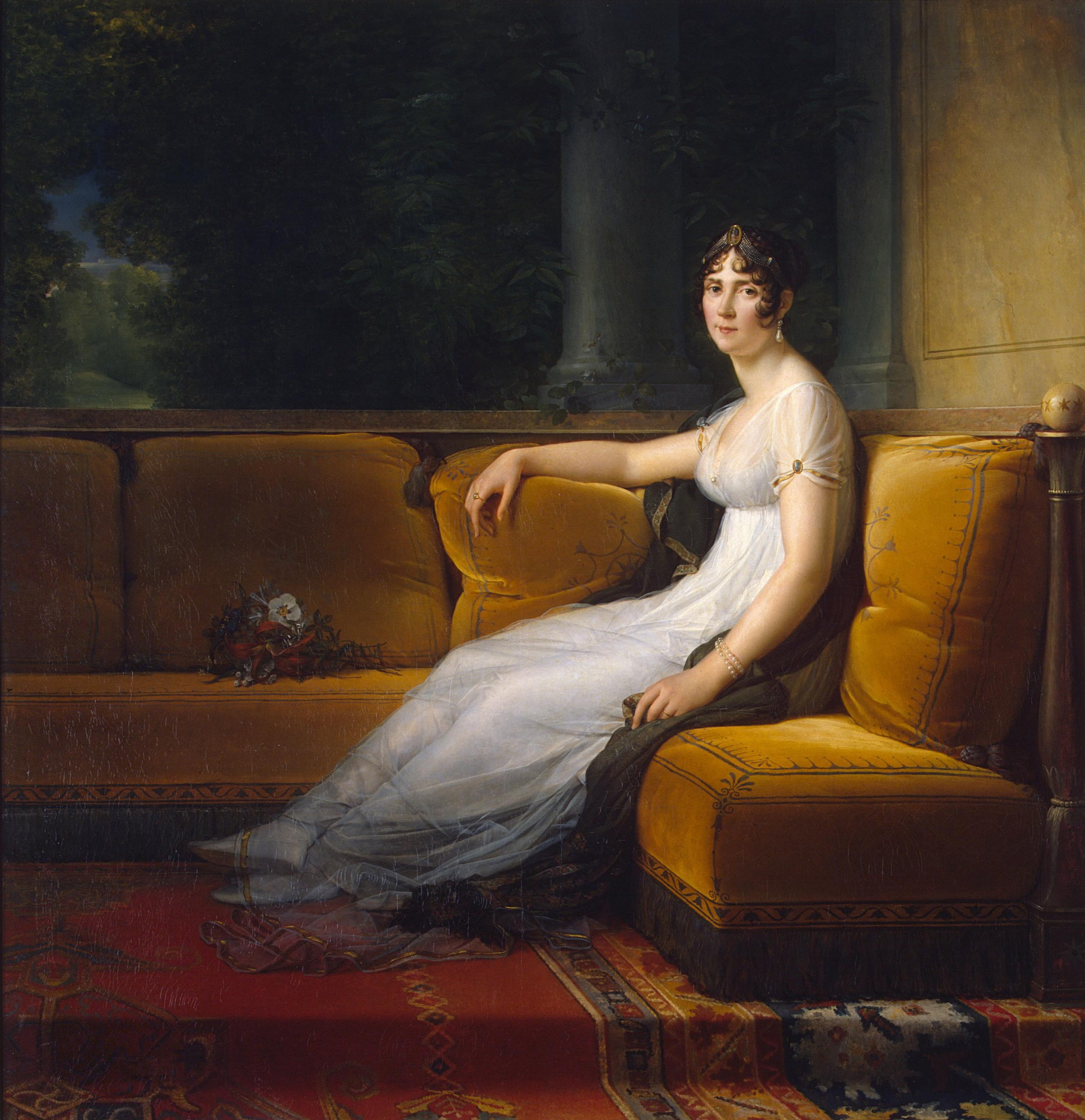
Joséphine de Beauharnais, målad av François Gérard

Josefin och Josefine är ett mycket vanligt namn i Sverige bland de som föddes på 1980-talet och 1990-talets första år. Det finns omkring 35 000  bärare av namnet, som även kan stavas på många andra sätt. Namnet är en feminin form av Josef som betyder må Gud föröka. En vanlig äldre svensk form är Josefina.
Josefin har numera ingen egen namnsdag i Sverige, men kan firas 19 mars då Josef och Josefina har namnsdag. I den finlandssvenska namnsdagslängden har Josefin namnsdag 19 mars sedan 2015.

## Berömda personer vid namn Josefin
- Joséphine Baker, sångerska
- Joséphine de Beauharnais, kejsarinna
- Josephine Bornebusch, skådespelerska
- Josefin Crafoord, programledare
- Josephine Freje, svensk journalist, samt sedan februari 2015 programledare för Plus
- Josefin Johansson, programledare för Pang Prego
- Josefin Lillhage, simmare
- Josefin Nilsson sångerska/skådespelerska
- Josephine Sparre, grevinna, hovdam
- Josefine Sundström, sångerska och programledare
- Josephine Tey, brittisk kriminalförfattare
- Josephine Tewson, brittisk skådespelare
- Josefin Årling, barnskådespelare
- Josefine Öqvist, fotbollsspelare
- Prinsessan Josephine av Danmark, dansk prinsessa född 2011